# Anusin (gmina Nurzec-Stacja)
Anusin – kolonia w Polsce położona w województwie podlaskim, w powiecie siemiatyckim, w gminie Nurzec-Stacja. Kolonia jest częścią składową sołectwa Werpol.
| SIMC    | Nazwa     | Rodzaj  |
| ------- | --------- | ------- |
| 0037960 | Telatycze | kolonia |

Mimo bliskości do Werpola (mniej niż 1 km), za II RP Anusin należał do województwa poleskiego, a Werpol do białostockiego.
W 1973 roku ustanowił sołectwo o nazwie Anusin-Buszymszczyzna w nowo utwororzonej gminie Nurzec-Stacja.
W latach 1975–1998 miejscowość administracyjnie należała do województwa białostockiego.
W kolonii znajduje się prawosławna cerkiew pod wezwaniem Świętych Kosmy i Damiana, będąca siedzibą parafii w Telatyczach. Natomiast wierni kościoła rzymskokatolickiego należą do parafii św. Apostołów Piotra i Pawła w Siemiatyczach Stacji.